# Strijkkwartet nr. 16 (Villa-Lobos)
Heitor Villa-Lobos componeerde zijn Strijkkwartet nr. 16 in Parijs in 1955; Villa-Lobos is dan in zijn werken al teruggekeerd naar een meer klassiekere stijl van componeren. De première werd gegeven door het Rio de Janeiro Kwartet, voorheen het Quarteto lacovino genoemd.

## Delen
1. Allegro non troppo
2. Molto andante (quasi adagio)
3. Vivace (scherzo)
4. Molto allegro

## Bron en discografie
- Uitgave Briljant Classics: Cuarteto Latinomericano
- Uitgave Naxos; Danubius Quartet

Strijkkwartet nr. 1 · Strijkkwartet nr. 2 · Strijkkwartet nr. 3 · Strijkkwartet nr. 4 · Strijkkwartet nr. 5 · Strijkkwartet nr. 6 · Strijkkwartet nr. 7 · Strijkkwartet nr. 8 · Strijkkwartet nr. 9 · Strijkkwartet nr. 10 · Strijkkwartet nr. 11 · Strijkkwartet nr. 12 · Strijkkwartet nr. 13 · Strijkkwartet nr. 14 · Strijkkwartet nr. 15 · Strijkkwartet nr. 16 · Strijkkwartet nr. 17